# Diyorjon Turapov
 Diyorjon Turapov  (sinh ngày 9 tháng 7 năm 1994) là một tiền vệ bóng đá người Uzbekistan hiện tại thi đấu cho Olmaliq FK ở Uzbekistan Professional Football League.

## Sự nghiệp
Anh thi đấu cho Olmaliq FK kể từ năm 2013.  Anh là thành viên của đội tuyển U-20 Uzbekistan tại Giải vô địch bóng đá U-20 thế giới 2013. Tại Giải vô địch bóng đá U-20 thế giới 2013 anh ghi bàn thắng thứ ba trong chiến thắng trước New Zealand.
Ngày 29 tháng 5 năm 2014 anh có màn ra mắt cho Uzbekistan trong trận giao hữu trước Oman kết thúc với phần thắng 0-1 cho Oman.